# Piotr Trojan
Piotr Trojan (ur. 6 czerwca 1986 w Tarnowskich Górach) – polski aktor, scenarzysta i reżyser.
Laureat Orła za najlepszą główną rolę męską w filmie 25 lat niewinności. Sprawa Tomka Komendy (2020) oraz dwukrotny zdobywca nagrody Festiwalu Polskich Filmów Fabularnych za pierwszoplanową rolę męską w 25 latach niewinności… i za rolę Patryka Galewskiego w filmie Johnny (2022).

## Życiorys

### Wczesne lata
Urodził się i dorastał w Tarnowskich Górach, gdzie ukończył Państwową Szkołę Muzyczną im. Ignacego Paderewskiego I stopnia w klasie gitary klasycznej i fortepianu. Jako uczeń Salezjańskiego Zespołu Szkół w Tarnowskich Górach udzielał się w teatrze „Za lustrem” działającym przy Tarnogórskim Centrum Kultury. Brał udział w konkursach przez wszystkie lata nauki w gimnazjum i liceum, a podczas wakacji jeździł na warsztaty teatralne. Po maturze bez powodzenia zdawał egzaminy wstępne do szkół aktorskich w Krakowie i Warszawie. W 2004 zdobył tytuł Talentu Roku Województwa Śląskiego w konkursie organizowanym przez Pałac Młodzieży w Katowicach i Grand Prix Tyskich Spotkań Teatralnych, a także zakwalifikował się do udziału w Międzynarodowym Festiwalu Teatralnym Malta i otrzymał nagrodę na FECIE (Festiwalu Ewentualnych Talentów Aktorskich we Wrocławiu). W 2009 ukończył PWSFTviT w Łodzi na wydziale aktorskim, a w 2010 otrzymał dyplom.

### Kariera teatralna
Powrócił do rodzimego teatru „Za lustrem” Tarnogórskiego Centrum Kultury w realizacjach Ewy Wyskoczyl: w debiucie dramatopisarskim Michała Walczaka Piaskownica (2005) jako Piotr, sztuce Piotra Żebry Zarah (2007) w roli Serdeńka, przedstawieniu granym w śląskich autobusach Silesia Bus – Lepsi (2007) na bazie dramatu Jekateriny Narszi jako ostatni z romantyków, balladzie Goethego Król Olch (2010) i monodramie Portret Doriana Gray’a (2013) według prozy Oscara Wilde’a i powieści Trumana Capote Wysłuchane modlitwy w roli tytułowej.
W 2007 wystąpił na deskach Teatru im. Stefana Jaracza w Łodzi w roli Konrada-Maski w Wyzwoleniu w reżyserii Waldemara Zawodzińskiego. W 2009 na XXVII Festiwalu Szkół Teatralnych w Łodzi został uhonorowany pierwszą nagrodą aktorską za rolę Basiniego w spektaklu Cztery w oparciu o powieść Roberta Musila Niepokoje wychowanka Törlessa w reżyserii Szymona Kaczmarka. Był także Jezusem w wyreżyserowanym przez Kaczmarka przedstawieniu Ewangelia – Biblia (2009) w warszawskim Teatrze Dramatycznym. Współpracował jako choreograf i wykonawca z Tomaszem Bazanem w projekcie Wake Up in the Evening (2010) na scenie Teatru Maat Projekt w Lublinie.
W sztuce Thorntona Wildera Nasze miasto (2011) w reżyserii Kaczmarka w Teatrze IMKA grał jednego z mieszkańców Grover’s Corner. W 2012 otrzymał Złotą Maskę, nagrodę łódzkich dziennikarzy za debiut teatralny za rolę Ifigenii w Ifigenii w Aulidzie Eurypidesa wyreżyserowanej przez Bazana w łódzkim Teatrze Nowym, z którym był związany w latach 2011–2017. W Teatrze Nowym wystąpił w przedstawieniach: Karzeł, Down i inne żywioły (2012) Jolanty Janiczak w reżyserii Wiktora Rubina jako właściciel i generał, Antygona (2013) Sofoklesa w reżyserii Marcina Libera w roli Haimona, Klajster (2014) Tomasza Cymermana w reżyserii Wojciecha Klemma jako Ja=Artur, Lśnię (2015) Marcina Cecki w reżyserii Bazana i Melancholia. Violetta Villas (2015) Artura Pałygi w reżyserii Tomasza Wygody.
W ramach programu „Młody TR” w sezonie artystycznym 2014/2015 wyreżyserował autorski dramat dokumentalny pt. Grind/r w TR Warszawa. W 2017 reżyserował sztukę swojego autorstwa Na obraz i podobieństwo swoje w Teatrze Nowym w Poznaniu.
Występował we współczesnej adaptacji sztuki Piotruś Pan (2016) na podstawie powieści Jamesa Matthew Barrie’ego w reżyserii Łukasza Kosa w tłumaczeniu Aleksandra Brzózki i Macieja Słomczyńskiego w Nowym Teatrze. Grał w Strachu (2018) Roberta Bolesty w reżyserii Małgorzaty Wdowik w TR Warszawa i Królu-Duchu (2018) Juliusza Słowackiego w reżyserii Łukasza Kosa w Teatrze Polskim w Warszawie. Zebrał pozytywne recenzje i zaskarbił sobie życzliwość widzów dzięki tytułowej roli suczki bulterierki Kluski w holy-hop-dog musicalu Święta Kluska (2018) w reżyserii Agnieszki Smoczyńskiej wystawianym na scenie Komuny Warszawa i Nowego Teatru.
W latach 2015–2017 był wykładowcą Szkoły Aktorskiej Haliny i Juliusza Machulskich w Warszawie. W 2018 ukończył Studio Prób przy Wajda School w Warszawie na kursie reżyserii.

### Role ekranowe
Wystąpił w wielu popularnych serialach telewizyjnych, takich jak m.in. Czas honoru (2009), Siostry (2009), M jak miłość (2010), Hotel 52 (2010), Ojciec Mateusz (2011, 2015, 2016), Instynkt (2011), Na dobre i na złe (2013) i Komisarz Alex (2016). Zagrał także niewielką rolę Marka, współlokatora Mateusza (Dawid Ogrodnik) w ośrodku specjalistycznym w dramacie Macieja Pieprzycy Chce się żyć (2013). W kryminalno-sensacyjnym serialu TVN Pułapka (2018) pojawił się w trzech odcinkach jako Arek, portier w domu dziecka w Borowinie. W dostępnym na Netflixie serialu Znaków (2018–2019) wcielił się w postać sierżanta Krzysztofa Sobczyka, policjanta na Posterunku Policji w Sowich Dołach.
W dramacie biograficznym Michała Węgrzyna Proceder (2019) o życiu tragicznie zmarłego rapera Tomasza Chady wystąpił jako Vienio. Za tytułowę rolę Tomasza Komendy, mężczyzny niesłusznie skazanego na 25 lat więzienia za brutalną zbrodnię w opartym na faktach filmie Jana Holoubka 25 lat niewinności. Sprawa Tomka Komendy (2020), otrzymał Orła za najlepszą główną rolę męską i nagrodę na Festiwalu Polskich Filmów Fabularnych za pierwszoplanową rolę męską. W obrazie Łukasza Rondudy Wszystkie nasze strachy (2021) wcielił się w postać księdza z małej prowincjonalnej parafii. W dramacie Piotra Domalewskiego Hiacynt zagrał postać Kamila Barczyka, chłopaka prześladowanego w ramach akcji władz PRL skierowanej przeciwko środowisku LGBT. Za rolę Patryka Galewskiego, podopiecznego ks. Jana Kaczkowskiego (w tej roli Dawid Ogrodnik), w filmie biograficznym Daniela Jaroszka Johnny otrzymał po raz drugi nagrodę w kategorii pierwszoplanowa rola męska na FPFF w Gdyni. Popularność przyniosła mu także rola Maćka w czwartym sezonie serialu kryminalnego Szadź oraz rola w dramacie katastroficznym Jana Holoubka Wielka woda o powodzi tysiąclecia, która miała miejsce w lipcu 1997.

### Debiut reżyserski
Podczas 46. Festiwalu Polskich Filmów Fabularnych (2021) otrzymał wyróżnienie w Konkursie Filmów Krótkometrażowych za film Synthol, nad którym pracował jako scenarzysta, reżyser i aktor. Historia trzydziestotrzyletniego Eryka prowadzącego wideobloga ze swoich przygotowań do startu w debiutach kulturystycznych zagwarantowała mu także I nagrodę podczas Międzynarodowego Konkursu Filmów Krótkometrażowych BNP Paribas Dwa Brzegi. Jury doceniło Synthol jako kino wielkich paradoksów: ironiczne i empatyczne, bezpretensjonalne i pełne kulturowych kontekstów, efektowne w formie i kameralne w nastroju. Film otrzymał dofinansowanie ze Studia Munka zajmującego się produkcją krótkometrażowych i pełnometrażowych debiutów filmowych.

## Życie prywatne
Wychowywał się i dorastał w Tarnowskich Górach jako jeden z trzech braci. Często podkreśla przywiązanie do Śląska i rodziny. Atmosfera śląskiego domu, a także pierwszy kontakt z lokalnym środowiskiem aktorskim, w dużym stopniu ukształtowały go jako artystę.
Angażuje się w organizowane na Śląsku projekty skierowane do dzieci i młodzieży. Jest pomysłodawcą i organizatorem cyklu warsztatów filmowych „Just do it”, podczas których dzieci mają możliwości nauczyć się pracy z kamerą, tekstem czy dowiedzieć czegoś o kreowaniu bohatera i pracy nad rolą. Podsumowaniem projektu w 2021 był krótkometrażowy film TG Story, przygotowany w konwencji horrorów klasy B, w którym wystąpili uczestnicy warsztatów. Część zdjęć do filmu zrealizowano w tarnogórskiej kopalni zabytkowej oraz sztolni. W 2022 celem warsztatów było przygotowanie słuchowiska radiowego dotyczącego mrocznych legend i opowieści. W ramach projektu młodzi adepci sztuki filmowej odpowiadali m.in. za montaż dźwięku czy przygotowanie muzyki w profesjonalnym studiu nagrań. Projekt „Just do it”, realizowany we współpracy z Tarnogórskim Centrum Kultury i Miejskim Ośrodkiem Pomocy Społecznej, otrzymał dofinansowanie od Ministerstwa Kultury i Dziedzictwa Narodowego oraz Marszałka Województwa Śląskiego.
Mieszka w Warszawie. Jest gejem. W 2016 udzielił kilku wywiadów, w których oficjalnie odniósł się do plotek dotyczących swojej orientacji.

## Filmografia

### Filmy
| Rok  | Tytuł                                    | Rola                                   | Reżyser                                     | Uwagi |
| ---- | ---------------------------------------- | -------------------------------------- | ------------------------------------------- | --- |
| 2008 | Kanalie                                  |                                        | Paweł Siedlik                               | |
| 2012 | Miłość                                   | Marek, kierowca prezydenta             | Sławomir Fabicki                            | |
| 2013 | Chce się żyć                             | Marek, współlokator Mateusza w ośrodku | Maciej Pieprzyca                            | |
| 2014 | Kebab i horoskop                         | syn kasjerki                           | Grzegorz Jaroszuk                           | |
| 2017 | Tarapaty                                 | „Szczapa”                              | Marta Karwowska                             | |
| 2017 | PolandJa                                 | zezowaty drab                          | Cyprian T. Olencki                          | |
| 2019 | Proceder                                 | Vienio                                 | Michał Węgrzyn                              | |
| 2020 | Zieja                                    | kierowca Nysy                          | Robert Gliński                              | |
| 2020 | Bliscy                                   | „Winner”                               | Grzegorz Jaroszuk                           | |
| 2020 | 25 lat niewinności. Sprawa Tomka Komendy | Tomasz Komenda                         | Jan Holoubek                                | Orzeł za najlepszą główną rolę męską nagroda Festiwalu Polskich Filmów Fabularnych za pierwszoplanową rolę męską nagroda za rolę męską na Koszalińskim Festiwalu Debiutów Filmowych „Młodzi i Film” |
| 2021 | Wszystkie nasze strachy                  | proboszcz Kurówka                      | Łukasz Ronduda, Łukasz Gutt                 | |
| 2021 | Synthol                                  | Eryk                                   | Piotr Trojan                                | |
| 2021 | Hiacynt                                  | Kamil Barczyk                          | Piotr Domalewski                            | |
| 2022 | Samiec alfa                              | Daniel                                 | Katarzyna Priwieziencew, Igor Priwieziencew | |
| 2022 | Johnny                                   | Patryk Galewski                        | Daniel Jaroszek                             | |
| 2023 | Ukryta sieć                              | Emil Chorczyński                       | Piotr Adamski                               | |
| 2023 | Skarbek                                  | Feliks                                 | James Marquand                              | |

### Seriale
| Rok       | Tytuł                                    | Rola                  | Uwagi                       |
| --------- | ---------------------------------------- | --------------------- | --------------------------- |
| 2009      | Siostry                                  | Robert Dziubas        | odc. 5–6, 8, 12             |
| 2009      | Czas honoru                              | patriota              | odc. 26                     |
| 2010      | Hotel 52                                 | barman                | odc. 21                     |
| 2010      | M jak miłość                             | Radek Zawadzki        | odc. 764–765, 779, 781, 789 |
| 2011      | Ojciec Mateusz                           | Marcin Ankwicz        | odc. 73                     |
| 2011      | Instynkt                                 | Przemek Skiba         | odc. 6                      |
| 2013      | Na dobre i na złe                        | Patryk                | odc. 516                    |
| 2015      | Ojciec Mateusz                           | Tadzik                | odc. 168                    |
| 2015      | Strażacy                                 | pracownik fabryki     | odc. 2                      |
| 2015      | Prokurator                               | Oliwier Brończyk      | odc. 6                      |
| 2016      | Komisarz Alex                            | Marcin Fabisiak       | odc. 99                     |
| 2016      | Ojciec Mateusz                           | Bartek Majewski       | odc. 202                    |
| 2017      | Wataha                                   | człowiek Cinka        | odc. 7                      |
| 2017      | Na Wspólnej                              | Marcin                |                             |
| 2018–2019 | Znaki                                    | Krzysztof Sobczyk     | odc. 1–15                   |
| 2018      | Wojenne dziewczyny                       | Kurt                  | odc. 25–26                  |
| 2018      | Pułapka                                  | Arek                  | odc. 1–3                    |
| 2019      | Echo serca                               | Janusz                | odc. 4                      |
| 2019–2020 | Pierwsza miłość                          | Igor Zdaniecki        |                             |
| 2020      | Król                                     | falangista            | odc. 1, 4–7                 |
| 2021      | 25 lat niewinności. Sprawa Tomka Komendy | Tomasz Komenda        |                             |
| 2021      | Rojst ‘97                                | Darek                 | odc. 5–6                    |
| 2021      | Komisarz Alex                            | Wiki Flis             | odc. 199                    |
| 2021      | Cień                                     | „Papilon”             | odc. 12                     |
| 2021      | Ojciec Mateusz                           | Jerzy Borek           | odc. 329                    |
| 2022      | Wielka woda                              | Maciej Waligóra       |                             |
| 2022      | Zieja                                    | esbek, kierowca Nysy  | odc. 3                      |
| 2022–2024 | Szadź                                    | Maciek Janik          |                             |
| 2023      | Emigracja XD                             | Roman                 | odc. 4                      |
| 2023      | Krew                                     | Michał Gajewski       |                             |
| 2024      | Komisarz Alex                            | Paweł Nowicki „Pedro” | odc. 278, 281               |
| 2024      | Powrót do życia                          | Mateusz Płoniński     |                             |
| 2024      | Czarne stokrotki                         | policjant „Młody”     |                             |
| 2024      | Lady Love                                | Janek                 |                             |

### Etiudy szkolne
- 2005: Członek gangu – gangus
- 2007: Żeby nie było niczego – kochanek
- 2007: Epizod kresowy 1939 – mieszkaniec kresów
- 2008: Złość – więzień
- 2011: Opowieści z chłodni – pracownik supermarketu
- 2012: Byk – chłopak
- 2014: Brat bratu bratem – Łukasz
- 2015: Wyjście – ochroniarz
- 2015: Trzecia – Wojtek
- 2016: Niech żyje Emma – Karol
- 2016: Ciepło zimno – ulotkarz
- 2019: Love machines – Oskar

### Spektakle telewizyjne
- 2006: Pod mlecznym lasem – barman
- 2009: Cztery – Bassini
- 2021: Polowanie na karaluchy – On

## Nagrody
- Orzeł Najlepsza główna rola męska: 2020 25 lat niewinności. Sprawa Tomka Komendy
- Nagroda na FPFF w Gdyni Pierwszoplanowa rola męska: 2020 25 lat niewinności. Sprawa Tomka Komendy
- Wyróżnienie na FPFF w Gdyni (2021) w Konkursie Filmów Krótkometrażowych Synthol
- Nominacja do nagrody im. Zbyszka Cybulskiego 2020/2021[24]
- I nagroda na festiwalu BNP Paribas Dwa Brzegi: 2022 Synthol
- Nagroda na FPFF w Gdyni Pierwszoplanowa rola męska: 2022 Johnny